# Copa Argentina
Copa Argentina (Puchar Argentyny) – coroczne rozgrywki piłkarskie w Argentynie. Inaugurowano w 1969, ale z powodu braku terminów od roku 1970 rozgrywki o Puchar Argentyny nie były rozgrywane, ale w 2011 roku postanowiono je reaktywować, a pierwszym po przerwie zdobywcą trofeum został klub Boca Juniors.

## Finały
| Rok     | Mistrz                                      | Rezultat                                    | Wicemistrz                                  |
| ------- | ------------------------------------------- | ------------------------------------------- | ------------------------------------------- |
| 1969    | Boca Juniors                                | 3:1, 0:1                                    | Atlanta                                     |
| 1970    | (Nie dokończono, nie wyłoniono zwycięzcy) 1 | (Nie dokończono, nie wyłoniono zwycięzcy) 1 | (Nie dokończono, nie wyłoniono zwycięzcy) 1 |
| 2011/12 | Boca Juniors                                | 2:1                                         | Racing                                      |
| 2012/13 | Arsenal                                     | 3:0                                         | San Lorenzo                                 |
| 2013/14 | Huracán                                     | 0:0 (k. 5:4)                                | Rosario Central                             |
| 2014/15 | Boca Juniors                                | 2:0                                         | Rosario Central                             |
| 2015/16 | River Plate                                 | 4:3                                         | Rosario Central                             |
| 2016/17 | River Plate                                 | 2:1                                         | Atlético Tucumán                            |
| 2017/18 | Rosario Central                             | 1:1 (k. 4:1)                                | Gimnasia y Esgrima                          |
| 2018/19 | River Plate                                 | 3:0                                         | Central Córdoba                             |
| 2019/20 | (Nie dokończono z powodu Pandemii COVID-19) | (Nie dokończono z powodu Pandemii COVID-19) | (Nie dokończono z powodu Pandemii COVID-19) |

Uwagi:
- 1 San Lorenzo i Vélez Sarsfield zakwalifikowały się do finału. Pierwszy mecz zakończył się 2:2, a drugi mecz nie odbył się, dlatego nie wyłoniono zwycięzcy.

## Klasyfikacja klubów według zdobytych tytułów
| Klub            | Zwycięstw | Zdobyte puchary rok po roku |
| --------------- | --------- | --------------------------- |
| Boca Juniors    | 3         | 1969, 2011/12, 2014/15      |
| River Plate     | 3         | 2015/16, 2016/17, 2018/19   |
| Arsenal         | 1         | 2012/13                     |
| Huracán         | 1         | 2013/14                     |
| Rosario Central | 1         | 2017/18                     |